# Тарки (пароход, 1845)
«Тарки» — вооружённый колесный пароход Каспийской флотилии Российской империи, находившийся в составе флота с 1845 по 1870 год, один из первых пароходов, открывших пароходство на Каспийском море.

## Описание парохода
Колёсный пароход с железным корпусом. Длина парохода составляла 43,59 метра, ширина — 7,16 метра, осадка — 3,1 метра. На пароходе была установлена паровая машина мощностью 100 лошадиных сил и два бортовых гребных колеса, также судно несло парусное вооружение. Вооружение парохода состояло из восьми орудий.

## История службы
Колёсный пароход «Тарки» построен в Англии в 1844 году. В том же году в составе отряда из 12 судов под командованием лейтенанта Н. А. Аркаса по внутренним водным путям по маршруту Санкт-Петербург — Нева — Ладожское озеро — Вытегра — Мариинский канал — Ковжа — Белое озеро — Шексна — Волга в разобранном виде был доставлен в Астрахань. В следующем 1845 году под надзором капитан-лейтенанта Н. А. Аркаса был собран и после спуска на воду 9 (21) мая 1845 года вошёл в состав Каспийской флотилии России. Сборкой и спуском на воду парохода руководил поручик Пельциг.
Совместно с пароходами и «Кура» и «Ленкорань» был в числе первых пароходов, открывших пароходство на Каспийском море в 1845 году. Так, например, в течение 1849 года 3 парохода совершили 13 коммерческих рейсов, во время которых перевезли в общей сложности 25 300 пудов товаров. По результатам эксплуатации пароходов в качестве коммерческих судов за пять лет, с 1846 по 1851 год, стоимость их содержания превысила доходы от коммерческих рейсов. Однако после начала эксплуатации морских пароходов существенно увеличились таможенные сборы, в связи с чем общие поступления в казну оказались выше расходов на содержание этих судов.
Помимо коммерческих рейсов пароход под командованием лейтенанта И. И. Свинкина в 1845 году совершал плавания между Астраханью и Тарки и использовался для перевозки больных кавказского отдельного корпуса. В кампанию следующего 1846 года ходил их Астрахани в Энзели с подарками от российского императора персидскому шаху, при этом командир парохода был награждён орденом Святой Анны III степени. С 1847 по 1852 год совершал плавания между портами Каспийского моря, в том числе в 1852 году обеспечивал почтовое сообщение с Новопетровским укреплением. В 1853 году также состоял на почтовом сообщении между каспийскими портами.
В 1854 году под командованием лейтенанта П. О. Ристори в качестве почтового парохода совершал плавание между каспийскими портами, в этом же году на пароходе по каспийским портам ходил астраханский военный губернатор и главный командир астраханского порта контр-адмирал Н. А. Васильев. В кампанию следующего 1855 года командир парохода был награждён орденом Святого Станислава II степени.
В 1858 году во главе отряда под брейд-вымпелом капитана 1-го ранга В. М. Микрюкова совершал плавания в Каспийском море. В том же году состоял на почтовом сообщении между портами Каспийского моря. С 1859 по 1862 год также выходил в плавания в Каспийское море.
24 января (5 февраля) 1870 года пароход «Тарки» был исключен из состава судов флота.

## Командиры парохода
Командирами парохода «Тарки» в разное время служили:
- лейтенант, а с 6 (18) декабря 1851 года капитан-лейтенант И. И. Свинкин (1845—1852 годы)[7];
- капитан-лейтенант А. Я. Шигорин (1850 год)[18];
- капитан-лейтенант В. М. Гильдебрант (1851—1852 годы)[19];
- лейтенант П. О. Ристори (1854—1855 годы)[13];
- капитан 1-го ранга В. М. Микрюков (1858 год)[20];
- капитан-лейтенант Е. С. Стамати-Михайли (1858—1859 годы)[21].

## Память
- Судно фигурирует в путевых очерках А. Ф. Писемского[22], в записках и на картине «Пароход Тарки при входе в Астробад» А. П. Боголюбова[23][24].

### Комментарии
1. ↑  143 фута.
2. ↑  23 фута 6 дюймов.
3. ↑  10 футов 2 дюйма.
4. ↑  По другим данным заложен 14 (26) октября 1844 года[2].
5. ↑  В состав отряда входили шхуна «Опыт», бот «Ящерица», пароход «Волга», 2 тихвинки с грузом, 2 железные и 2 деревянные баржи и 3 разобранных железных парохода: «Тарки», «Ленкорань» и «Кура»[4].
6. ↑  В 1844—1846 годах они составляли — 69 000 рублей, а в 1847—1849 годах — 121 400 рублей.